# Günther Graf von Hardenberg-Stiftung
Die Günther Graf von Hardenberg-Stiftung (kurz: Graf Hardenberg-Stiftung, auch Graf Hardenberg-Gruppe) ist eine deutsche Automobilhandelsgruppe mit geschäftlichem Schwerpunkt in Baden-Württemberg. Überwiegend werden Fahrzeuge des Volkswagen-Konzerns vertrieben. 2018 wurde ein konsolidierter Umsatz von rund 682 Mio. EUR erwirtschaftet. Die Gruppe besteht aus den zwei handelsrechtlich getrennten und jeweils als Konzern bilanzierenden, aber über die Gesellschafter und Geschäftsführer verflochtenen Unternehmensgruppen:

## Günther Graf von Hardenberg GmbH & Co. KG
Die Günther Graf von Hardenberg GmbH & Co. KG hat ihren Sitz in Singen (Hohentwiel). Ihr Geschäftsgebiet umfasst im Wesentlichen den Bodenseeraum und die Region Südlicher Oberrhein. Mit rund 530 Mitarbeitern machte sie 2018 einen Umsatz von 380 Mio. Euro.

## Richard Gramling GmbH & Co. KG
Die Richard Gramling GmbH & Co. KG mit Sitz in Ettlingen (vormals Karlsruhe) betreibt Autohäuser insbesondere in der Region Nordbaden sowie in der Südpfalz. 2018 erwirtschaftete sie mit 619 Mitarbeitern einen Umsatz von 302 Mio. EUR.

## Geschichte
Nach dem Zweiten Weltkrieg gründete der Rennfahrer Günther Graf von Hardenberg in Donaueschingen das Autohaus „Donau“ und übernahm den Verkauf von Volkswagen in Süddeutschland. Durch die Beteiligung an weiteren Autohäusern kamen in den darauffolgenden Jahren weitere Standorte im Raum Karlsruhe und in der Bodenseeregion hinzu. Nach dem Tod von Günther Graf von Hardenberg am 19. Januar 1985 wurde das Unternehmen in eine Familienstiftung überführt.

## Struktur
Die zu den größten Autohandelsgruppen Deutschlands gehörende Graf Hardenberg-Gruppe betreibt (Stand 2020) 30 Betriebe an 15 Standorten in Baden-Württemberg und Rheinland-Pfalz. Geschäftsführer sind seit 2020 Peter Benz und Volker Brecht. Die Günther Graf von Hardenberg-Stiftung als Mutter der beiden Teilkonzerne wird geleitet vom Vorstandsvorsitzenden Thomas Lämmerhirt sowie den weiteren Vorständen Julia Liebermann und Friedrich Behle.